# Candida valdiviana
Candida valdiviana är en svampart som beskrevs av Grinb. & Yarrow 1970. Candida valdiviana ingår i släktet Candida, ordningen Saccharomycetales, klassen Saccharomycetes, divisionen sporsäcksvampar och riket svampar.   Inga underarter finns listade i Catalogue of Life.